# San Lucas Tecopilco
San Lucas Tecopilco es una localidad del estado mexicano de Tlaxcala. Es cabecera del municipio de San Lucas Tecopilco.

## Demografía
| Censo | Población |
| ----- | --------- |
| 1995  | 2 351     |
| 2000  | 2 447     |
| 2005  | 2 464     |
| 2010  | 2 642     |
| 2020  | 2 892     |